# Little Big Planet (jeu vidéo, 2008)
Pour les articles homonymes, voir Little Big Planet (homonymie).
Little Big Planet — LittleBIGPlanet selon la graphie du logo, abrégé en  LBP — est un jeu vidéo de plates-formes développé par Media Molecule et édité par Sony Computer Entertainment, sorti en 2008 sur PlayStation 3.
Little Big Planet se présente comme un « jeu créatif » qui se résume au travers de sa devise « Play, Create and Share » (« Jouez, créez et partagez ») : il implémente un outil de création de contenus qui permet de concevoir ses propres niveaux, de personnaliser ses avatars et s'accompagne d'une dimension communautaire avec du jeu multijoueur et la possibilité de partager ses créations en ligne. Le jeu repose sur un univers onirique de bric-à-brac aux propriétés physiques réalistes.
Le jeu est sorti en 2009 dans une version PlayStation Portable également nommée Little Big Planet. Deux suites sont sorties sur PlayStation 3, Little Big Planet 2 et Little Big Planet 3, également disponible sur PlayStation4. Une version inédite sur PlayStation Vita, une nouvelle fois nommée Little Big Planet, a également vu le jour.
Le jeu a bénéficié d'une mise à jour permettant à l'utilisateur d'y jouer avec le PlayStation Move. Ses suites ont directement été dotées de cette possibilité.

## Système de jeu
La Little Big Planet est une planète imaginaire, miroir onirique de la Terre, formée par les énergies créatives qui s'échappent des êtres humains pendant leurs rêveries. Le joueur incarne « Sackboy » (ou « Sackgirl », son équivalent féminin), petite poupée en toile de jute entièrement personnalisable, à la fois au centre du jeu et de l'outil d'édition. La partie débute dans le « Pod », une station spatiale décorable qui fait office de menu et de lieu de rencontre pour le jeu multijoueur. Le joueur a le choix entre trois destinations : la Little Big Planet, qui propose les modes de jeu Histoire et Communauté, Ma Lune, qui mène vers l'outil de création, et l'InfoLune, qui donne accès au profil utilisateur du joueur et de celui de ses amis.

### Caractéristiques générales
Le gameplay de Little Big Planet emprunte les mécaniques classiques du jeu de plates-formes 2D. Le joueur contrôle Sackboy et le but est d'atteindre la fin des niveaux en explorant l'environnement et en déjouant les obstacles et les énigmes qui jonchent le parcours. Les niveaux sont représentés en « 2.5D » : les environnements sont visualisés de profil et comprennent trois plans dans la profondeur. Le personnage peut courir, sauter, changer de plan et s'agripper à certains éléments pour se suspendre ou déplacer des objets.
Le monde de LBP est entièrement basé sur une physique réaliste, une composante qui fait partie intégrante du gameplay. Les interactions avec l'environnement sont poussées : le joueur est amené à tirer parti d'objets mobiles et de mécanismes (corde suspendue, balancelle, véhicule, jetpack, ballon à hélium, interrupteur...). Chaque élément possède des propriétés physiques particulières selon sa matière et sa forme. L'expérimentation avec les comportements physiques des objets est une voie amusante mais elle offre aussi un terrain propice au gameplay émergent.
Chaque niveau est jouable en solo et en multijoueur, jusqu'à quatre, en local ou en ligne. Le jeu multijoueur amène les joueurs à collaborer ou à concourir. Il s'agit par exemple de coordonner les efforts pour déplacer un objet imposant, pour enclencher des mécanismes à distance, ou faire une course contre-la-montre.
Un classement en ligne est proposé. Le système de points est basé sur des « bulles de score » à récolter, avec un bonus multiplicateur en cas de combo. Le joueur marque aussi des points en ramassant des « bulles de récompense » et en perd après chaque mort. Les « bulles de récompense » renferment des objets destinés à l'outil de création et à la personnalisation de l'avatar. Des récompenses spéciales sont obtenues en terminant le niveau sans perdre de vie ou en ramassant toutes les bulles de récompense. Le jeu est également compatible avec le système de « Trophées », des récompenses liées au profil utilisateur PSN.

### Modes de jeu
Le mode Histoire inclut une cinquantaine de niveaux. L'aventure prend la forme de mini-scénarios qui amènent le héros à traverser huit régions du globe, symbolisées par les thèmes Jardin, Savane, Mariage, Canyon, Métropole, Île, Temple et Nature. Les niveaux renferment des passages secrets contenant des objets à débloquer pour l'outil de création et des zones destinées au jeu multijoueur. Il y a également des clés à trouver pour débloquer des mini-jeux, appelés « défi de survie » et « défi de score ». Les niveaux du mode Histoire sont créés en tenant compte des contraintes de l'outil de création, ce qui suppose que tous les objets, mécanismes et scripts rencontrés sont reproductibles par l'utilisateur. Les développeurs ont choisi de laisser apparent les symboles visuels qui représentent les fonctions de l'outil, ce qui facilite la compréhension des mécanismes et des évènements de jeu.
Le mode Communauté donne accès aux niveaux publiés en ligne, conçus par les utilisateurs. Le jeu est « sans fin » : des milliers d'utilisateurs publient chaque jour de nouvelles créations. Sony en dénombre 300 000 en janvier 2009, 700 000 en avril 2009, le million en juillet 2009 et a atteint les 2 000 000 en février 2010. La souplesse de l'outil permet de créer de concrétiser toutes sortes de projets et les créations rencontrés brassent des genres variés : plates-formes, action, mini-jeux, exploration, jeu d'aventure, casse-tête, shoot them up... La notion de challenge est parfois relative avec des productions à vocation artistique, humoristique, conceptuel ou pédagogique : des niveaux en hommages à des classiques du jeu vidéo, des niveaux musicaux (de Beethoven à Star Wing), des spectacles son et lumière, des parodies de films ou de séries télé, des simulations de parc d'attractions, des galeries interactives, des tutoriels, etc. L'expérience s'enrichit au fur et à mesure. Chaque création est introduite par un petit descriptif et s'accompagne d'un espace forum où les utilisateurs peuvent laisser des commentaires. Un système de notation, de tag et de marque page permet de juger les créations et de les classer, et différentes fonctions permettent de faire des recherches.

### Outil de création
Clé de voûte du projet, Little Big Planet implémente un éditeur de niveaux. Simple à utiliser et entièrement pensé pour la manette de jeu, l'interface de l'outil se présente sous la forme d'un phylactère, le « popit » dans lequel s'affiche les outils d'édition. Les quatre grands outils sont le « curseur popit » et les menus « sacoche », « trousse à outils » et « autocollants et décos ». La « sacoche » contient les matières et les objets préconstruits. La « trousse à outils » contient les objets-clés paramétrables qui vont donner vie au niveau. Le menu « autocollants et décos » contient les autocollants, les éléments de décorations et les photos.
L'outil offre une variété de fonctions qui ont trait au level design mais aussi à la modélisation 3D, la construction de mécanismes et au design graphique et sonore. Le joueur peut partir d'une page blanche ou d'un niveau préconstruit. L'un des caractères les plus remarquables de l'outil est sa nature temps réel (le joueur peut tester le niveau au fil de son élaboration), qui apporte un caractère immédiat, accessible à la démarche de création, et rend assez floue la frontière entre le jeu et le travail d'édition.
Les objets sont modélisés à partir de formes géométriques primitives (cube, tube...) qu'il est possible de couper et coller pour créer des formes plus complexes. Chaque élément est associé à une matière (carton, métal, éponge, pierre, bois, verre, matière noire), laquelle possède des propriétés physiques propres (le métal est lourd, la verre est glissant, l'éponge est saisissable, la matière noire est anti-gravitationnelle, etc.). La disposition des éléments implique de prendre en compte la nature 2D/3D particulière de l'espace de jeu, lequel est composé de trois plans « pleins » (sur lesquels le personnage se déplace) et quatre plans intermédiaires. Il est possible de créer des mécanismes variés (portes, créatures, ascenseurs, balancelles, véhicules, etc.) en associant les objets à l'aide de liaisons mécaniques (boulons, ficelles, ressorts, treuils, pistons, etc.). L'utilisation d'interrupteurs et de capteurs permet de créer des interactions avec les mécanismes et de générer des événements de jeu. La quantité de matériaux, d'objets, d'autocollants, la possibilité d'importer des images depuis la caméra PlayStation Eye et la gestion d'éléments d'ambiance variés (lumière, caméra, musique, effets sonores) permet une personnalisation importante de l'univers de jeu.
Si créer un niveau de plates-formes est le type de création le plus évident, la souplesse de l'outil permet aux plus inventifs de créer des productions variées : mini-jeux (casse-tête, morpion, UFO catcher), shoot them up, des productions artistiques (galeries interactives, machinimas, parodies, niveaux musicaux avec des partitions générées en temps réel) et des démonstrations techniques (par exemple une calculatrice ou encore le système d'exploitation Windows XP que l'on peut retrouver de façon simplifiée dans le niveau Windows LBXP).

#### Personnalisation de l'avatar
L'apparence de l'avatar peut être modifiée à souhait (couleurs, vêtements, accessoires, expressions) depuis le menu « popit ». Une caractéristique amusante du jeu est la possibilité de mettre en scène l'avatar en lui faisant adopter une attitude (joie, tristesse, colère, peur). La croix directionnelle permet de sélectionner l'expression faciale et son intensité, le stick droit et les boutons L2/R2 d'agiter indépendamment les bras du personnage tandis que l'inclinaison de la manette détermine la posture de la tête ou du bassin. Ce « théâtre d'effigie » peut être immortalisé en prenant des photos de l'écran de jeu.
Des personnages et accessoires additionnels sont proposés en téléchargement gratuit ou payant. Il y a notamment des personnages à thème (halloween, noël, animaux, etc) et d'autres basés sur des franchises de jeux vidéo comme Final Fantasy, God of War, Heavenly Sword, Killzone, LocoRoco, Metal Gear Solid, Resistance : Fall of Man, Street Fighter II ou encore un pack basé sur les jeux de Fumito Ueda, Ico et Shadow of the Colossus.

### Outil d'échange
Le concept du jeu repose sur sa dimension communautaire. Chaque création peut être publiée sur le PlayStation Network avec la possibilité pour la communauté d'y jouer en ligne. Un système de notation, de commentaire et de préférence est instauré et différents filtres permettent de faire des recherches (mots-clés du titre, audience, préférence, commentaires, nouveauté, etc.).
L'accès au niveau peut être conditionnée par un prérequis (retrouver une clé dans un autre niveau du créateur). Selon le souhait du créateur, le niveau publié peut être téléchargeable par les autres utilisateurs afin d'être édité. Les objets créés peuvent être mis à disposition des autres joueurs en les offrant comme récompenses dans les niveaux. À terme, il devrait également être possible pour l'utilisateur de créer une boutique pour mettre à disposition ses propres créations (comme un véhicule qu'il aurait créé lui-même).
Le service en ligne est gratuit. Les créations se doivent de convenir au plus jeune public (à partir de sept ans) et ne pas violer de droit d'auteur.  Les développeurs se réservent le droit de mettre en vente un niveau.

## Réalisation

### Visuel
La réalisation se distingue par un style visuel unique qui mélange des représentations réalistes et abstraites. L'univers graphique, situé « au confluent de jeu comme LocoRoco, The Legend of Zelda: Four Swords Adventures et (...) Rag Doll Kung Fu (en) » selon Edge, est souvent comparé au « bric-à-brac onirique » du réalisateur Michel Gondry,. Le magazine anglais estime que les visuels confèrent à l'expérience « une tonalité innocente, nostalgique, (...) presque émouvante ».
Le site Gamekult parle de mélange entre Michel Gondry et Yoshi's Story.

### Audio
Little Big Planet inclut une trentaine de musiques de jeu (136 minutes au total), dans des genres variés issus du courant indie : rock alternatif, musiques du monde, jazz-funk, hip-hop instrumental. La bande-son comprend des morceaux sous licence et des morceaux originaux.
Les musiques sous licence proviennent de l'indien Ananda Shankar, des américains de Battles, de The Go! Team et James Pants (en), du japonais DJ Krush, de l'anglais Jim Noir, des mexicains de Café Tacvba et Kinky (en), du russe Sergueï Prokofiev et du malien Toumani Diabaté. L'anglais Daniel Pemberton a apporté une dizaine de musiques. Il décrit ses compositions comme un méli-mélo de sons étranges, d'auto-rythmes  Optigan, de chœurs Mellotron, de vibraphones et de guitares. Les morceaux sont disponibles dans l'album Little Big Music, disponible en téléchargement sur iTunes Store depuis le 15 décembre 2008. Mat Clark de Sonica Studios (Londres) a composé les huit musiques interactives. L'unique concepteur sonore du projet est Kenneth Young.
La voix off qui accompagne les didacticiels est narrée par Stephen Fry dans la version anglophone et Michel Elias dans la version francophone.

#### Bande son détaillée
Ananda Shankar
— Dancing Drums
Battles
— Atlas (Mirrored, 2004)
Café Tacvba
— Volver A Comenzar
Daniel Pemberton
— The Appliance of Science, Cries in the World, Girly Goode Two Shoes, The Orb of Dreamer, Leader of Men, Rock the Jungle, Tricky Business, Rainbow Warrior, My Advice: Part 1, 2 and 3.
DJ Krush
— Song 2 (Jaku, 2004)
James Pants
— Rhythm Trax 7
Jim Noir
— My Patch (Tower of Love, 2005)
Kinky
— Cornman (Kinky, 2002)
Kojima Productions (MGS Level Pack)
— Intruders, Yell Cell
Mat Clark
— Canyons, Gardens, Islands, Metropolis, Savannah, Temples, Wedding, Wilderness
Noveltones
— Left Bank Two (1964)
Sergueï Prokofiev
— La Bataille sur la glace (1938)
The Go! Team
— Get it Together (Thunder, Lightning, Strike, 2004)
Toumani Diabaté
— Tapha Niang (Boulevard de l’Indépendance, 2006)
Little Big Music
- Compositeurs : The Daniel Pemberton TV Orchestra
- Date de sortie : 15 décembre 2008

1. The Orb of Dreamers
2. Sleepy Head
3. Flirty Cha Cha
4. Leaders of Men [Little Big Planet Dub]
5. Horny Old Man
6. Rock The Jungle
7. Rainbow Warrior
8. Get Your Boots On
9. Sepia Tones
10. My Advice: Part 1
11. Cries in the Wind
12. The Appliance of Science [Little Big Planet Dub]
13. On The Waves
14. Girly Goodie Two Shoes
15. Clouds Observer
16. Tricky Business
17. My Advice: Part 2
18. My Advice: Part 3

## Développement

### Histoire du développement

L'ancien logo du jeu.

Little Big Planet est le premier jeu de Media Molecule, un petit studio britannique fondé en janvier 2006 et constitué d'anciens développeurs de Lionhead Studios, Bullfrog, et Criterion Games. L'un des cofondateurs, Mark Healey, est le principal artisan de Rag Doll Kung Fu (2005), un jeu indépendant remarqué, notamment pour être le premier jeu tiers à être diffusé sur la plate-forme Steam, qui mettait déjà en scène des marionnettes désarticulées (rag doll) dans un univers décalé.
L'idée de départ, selon Alex Evans (directeur technique du projet), était de faire un mélange de bœufs musicaux (lorsque des compositeurs se réunissent et se mettent à improviser), et d'un projet consistant à interagir sur les objets d'une salle et à créer les siens. Le projet a débuté en janvier 2006 sous la forme d'un prototype appelé « Craftworld ». La raison qui a poussé Mark Healey à faire un « jeu créatif » est de pouvoir transmettre, « à tous ceux qui se savent dotés d'une imagination fertile, mais qui n'ont pas le temps ou la possibilité d'apprendre tous le fratas qu'il faut maîtriser pour créer un jeu », la « bouffée de pouvoir » inhérente au processus de développement d'un jeu. Lors d'une présentation, Sony Computer Entertainment s'est montré intéressé et en septembre 2006, Media Molecule annonçait avoir passé un accord d'exclusivité avec la firme nippone. Les développeurs affichent leur enthousiasme à travailler pour une si grande firme et expliquent les bouleversements impliqués par cet accord, à la fois sur le développement du projet et sur les effectifs du studio. Cependant, l'équipe a tenu à garder sa dimension familiale avec moins d'une vingtaine de personnes travaillant sur le projet au printemps 2007.
En mars 2007, le jeu fut dévoilé lors de la Game Developers Conference à San Francisco. Présenté comme un titre-phare de la nouvelle stratégie communautaire de Sony, le jeu a reçu un accueil enthousiaste de la part du public et de la presse. Cette présentation a inspiré à un rédacteur de Kotaku cette phrase amusante à propos du jeu : « la rencontre de Line Rider, de Garry's Mod, de Super Mario Bros et d'un orgasme ».

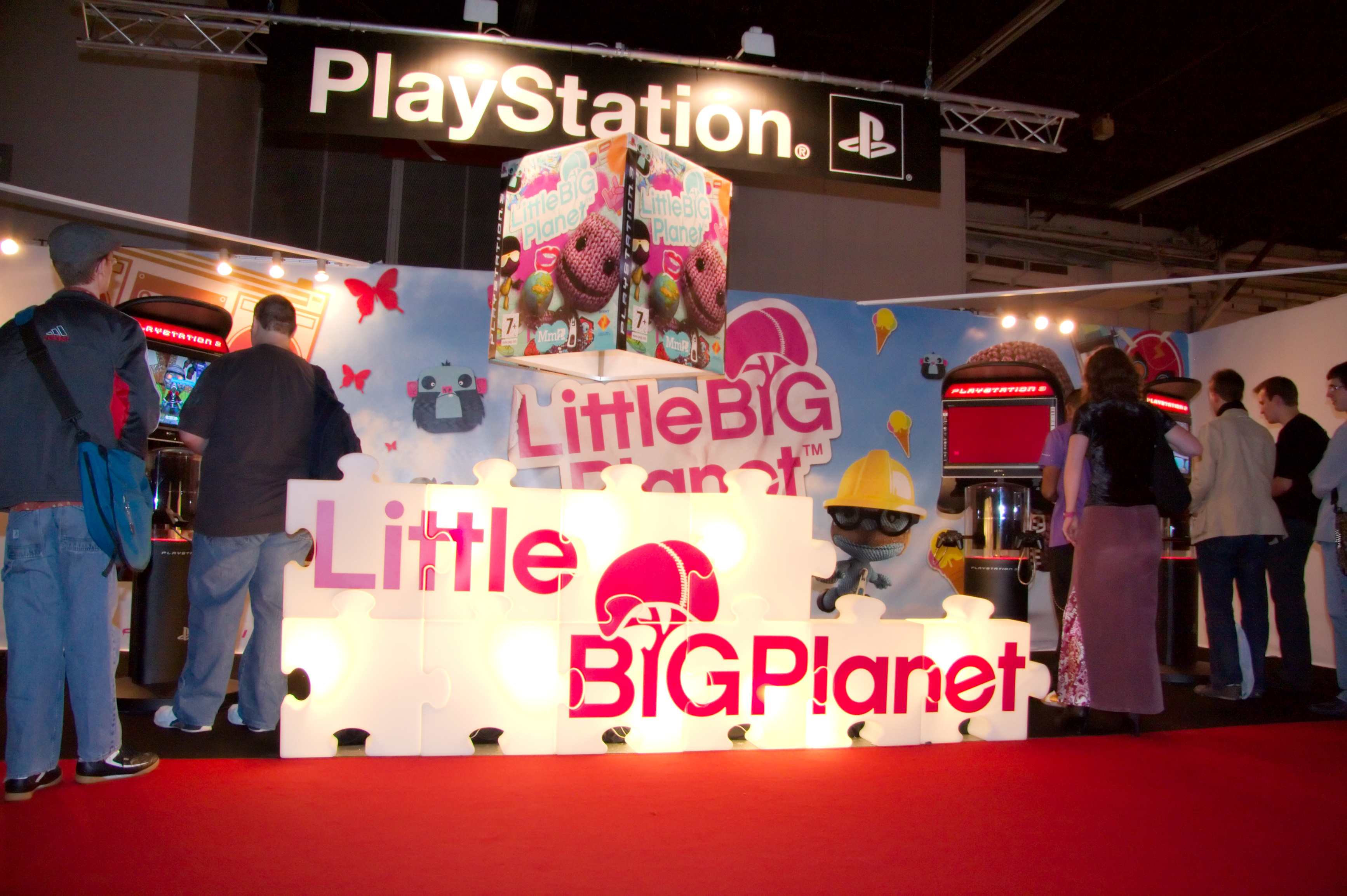
Présentation du jeu au Festival du Jeu Vidéo à Paris en septembre 2008.

Shuhei Yoshida, patron de Sony Worldwide Studio, affirme que c'est le plus gros titre Sony de l'année, tous marchés confondus.
La beta du jeu s'est déroulée du 2 septembre au 12 octobre 2008. Accessible aux joueurs ayant gagné des clés sur différents sites spécialisés tels que Eurogamer ou Jeuxvideo.com, elle permettait de parcourir l'un des mondes du jeu et d'accéder au mode création. Le mode en ligne était aussi disponible.
Le 17 octobre 2008, Sony confirme la rumeur concernant un report de la date de sortie. Il s'agit d'une question religieuse, impliquant une chanson dans le jeu contenant des passages du Coran qui serait la cause de ce retard annoncé. Le jeu est donc repoussé le temps que Sony CE rappelle les copies déjà distribués et lance une nouvelle version dans laquelle les paroles du morceau concerné sont retirées. La sortie du jeu fut repoussée du 24 octobre au 27 octobre pour le marché nord-américain, et du 22 octobre au 5 novembre pour le marché européen.
Afin de proposer une compatibilité PlayStation Move, Media Molecule a sorti l'extension Sackboy's Prehistoric Moves, disponible depuis le 15 décembre 2010 sur le PlayStation Store à 6 €, gratuit pour les abonnés PlayStation Plus.
Le 13 septembre 2021, les serveurs en ligne du jeu ont été mis hors-ligne à cause de problèmes de DDoS et de failles, seuls les serveurs de LittleBigPlanet 3 sur la PlayStation 4 restent en ligne.

### Équipe de développement
- Concepteurs : David Smith, Mark Healey
- Directeur artistique : Kareem Ettouney
- Directeur commercial : Chris Lee
- Directeur créatif : Mark Healey
- Directeurs techniques : Alex Evans, David Smith
- Producteur délégué : Siobhan Reddy
- Audio : Kenneth C.M. Young
- Design graphique : Jim Unwin

## Accueil
| Média                | Note                    |
| -------------------- | ----------------------- |
| 1UP.com              | A+                      |
| Dengeki PlayStation  | 95, 100, 95, 90 sur 100 |
| Edge                 | 10 sur 10               |
| Eurogamer            | 9 sur 10                |
| Famitsu              | 10, 10, 9, 9 sur 10     |
| Gamekult             | 7 sur 10                |
| GameSpot             | 9 sur 10                |
| IGN                  | 9,5 sur 10              |
| Jeuxvideo.com        | 18 sur 20               |
| Joypad               | 18 sur 20               |
| Power Unlimited      | 100 sur 100             |
| Compilation de notes |                         |
| GameRankings         | 94 sur 100              |
| Metacritic           | 95 sur 100              |

Little Big Planet est l'un des jeux les plus en vue et les mieux accueillis de l'année 2008,. Les médias anglo-saxons lui accordent une note moyenne de 94 %,. Le titre reçoit la note maximale dans le magazine américain PlayStation: The Official Magazine, le premier média à tester le jeu, et le magazine anglais Edge. Il est récompensé de trois Edge Awards (meilleur innovation, meilleur conception visuel, jeu de l'année), un quatrième revenant au studio Media Molecule (meilleur développeur).
Le mode Histoire est généralement apprécié,,,. GameSpot y voit un voyage inoubliable dans l'imaginaire des développeurs et juge peu commun l'amusement pris à jouer en collaboration entre amis. Eurogamer estime que les mécanismes les plus ingénieux et surprenants de la seconde partie de l'aventure sont dignes des meilleurs conceptions de Nintendo, le créateur de la série Super Mario. La critique note que le mode reste assez court malgré l'intérêt de refaire les niveaux pour en découvrir toutes les subtilités,. Elle loue l'accessibilité et la puissance de l'outil de création et, plus généralement, l'important potentiel de personnalisation et de créativité qui se dégage du jeu. Elle précise également que la conception d'un niveau « convaincant » nécessite du temps et de l'investissement,,,.
La critique relève certains aspects négatifs comme la gestion perfectible du saut, et des changements de plan, ou encore le système de caméra unique et l'instabilité du jeu en ligne durant les parties multijoueur. Ces éléments peuvent s'avérer handicapant au moment d'aborder les passages les plus exigeants du jeu,,.

« Little Big Planet est un grand jeu de plates-formes. Il n'est pas parfait. Il n'a pas besoin de l'être, en fait, car ces outils de création le transforment en quelque chose de différent, un divertissement unique, hilarant et sans fin. Même - et c'est un point crucial - si [le joueur] ne les a jamais utilisés. »

— Oli Welsh, Eurogamer

« L'outil de Little Big Planet transforme l'acte d'édition en un
métier physique - tangible et logique pour les nouveaux arrivants et néanmoins profond, de sorte que les meilleurs créateurs peuvent faire des niveaux qui surpasseront certainement ceux de Media Molecule. »

— Edge